# آلگوئنیا

آلگوئنیا (به اسپانیایی: Algueña) دهستانی در استان آلیکانتهٔ اسپانیا است.
در این دهستان ۱٬۵۵۱ نفر زندگی می‌کنند. مساحت این دهستان ۱۸٫۶۹ کیلومتر مربع است.